# Centrum (Białystok)
Centrum – osiedle Białegostoku.

## Opis granic osiedla
Od ul. H. Dąbrowskiego wzdłuż ul. Poleskiej do rzeki Białej, wzdłuż rzeki Białej do al. J. Piłsudskiego na wys. ul. Fabrycznej, al. J. Piłsudskiego przez Plac dr n med. A. P. Lussy, ulicą J. K. Branickiego do ul. Świętojańskiej, wzdłuż ul. Świętojańskiej do Akademickiej, Akademicką do Legionowej, Legionową, Kaczorowskiego do ul. Cieszyńskiej, ulicą Cieszyńską do Młynowej, Młynową do Kijowskiej, Kijowską do Sosnowskiego, ul. Sosnowskiego, ulicą Krakowską do ul. św. Rocha, ulicą św. Rocha do torów kolejowych, wzdłuż torów kolejowych do ul. H. Dąbrowskiego.

## Ulice i place znajdujące się w granicach osiedla
Akademicka – nieparzyste 1-3, Aleja Zakochanych, Armatnia, Artyleryjska, Biała, Bohaterów Getta, Bohaterów Monte Cassino (brak budynków), Botaniczna, Jana Klemensa Branickiego – parzyste (brak budynków), Bulwar Józefa Blicharskiego, Bulwary Kościałkowskiego, Cieszyńska – nieparzyste, Cygańska, Częstochowska, Czysta, Dąbrowskiego Jana Henryka, dr Ireny Białówny, Elektryczna – parzyste budynek 12, nieparzyste 13-17, Grajewska, Grochowa, Kaczorowskiego Ryszarda- parzyste (brak budynków), Kalinowskiego Konstantego, Kijowska – parzyste, Kilińskiego Jana, Kisielewskiego Stefana, Kościelna – parzyste 2-8, nieparzyste 1-3, Krakowska – nieparzyste, Ks. Adama Abramowicza, Liniarskiego Władysława, Lipowa, Legionowa – parzyste, Malmeda Icchoka, Marjańskiego Józefa, Mazowieckiego Tadeusza, Mickiewicza Adama – parzyste 2-2C, nieparzyste 1-5, Młynowa – parzyste 2-36, nieparzyste 7-17, Nowy Świat, Odeska, Ołowiana, Piękna, Piłsudskiego Józefa - parzyste, nieparzyste 3-25, Piotrkowska, Pisara Samuela, Plac Branickich, Plac Jana Pawła II – budynek 1, Plac Niepodległości im. R. Dmowskiego, Plac Niezależnego Zrzeszenia Studentów, Poleska– nieparzyste 51-87, Północna, Proletariacka, Przejazd, Rynek Kościuszki, Rynek Sienny, Sienkiewicza Henryka – parzyste 2-26, nieparzyste 1-9, Simoniuka Zbigniewa, Skłodowskiej-Curie Marii – parzyste budynek 2, nieparzyste budynek 1, Sosnowskiego Oskara - nieparzyste (brak budynków), Spółdzielcza, Suraska, Szymborskiej Wisławy, Świętojańska, św. Anny, św. Mikołaja, św. Rocha – parzyste, Waryńskiego Ludwika, Włókiennicza, Zamenhofa Ludwika, Żabia, Żytnia.

## Obiekty i tereny zielone

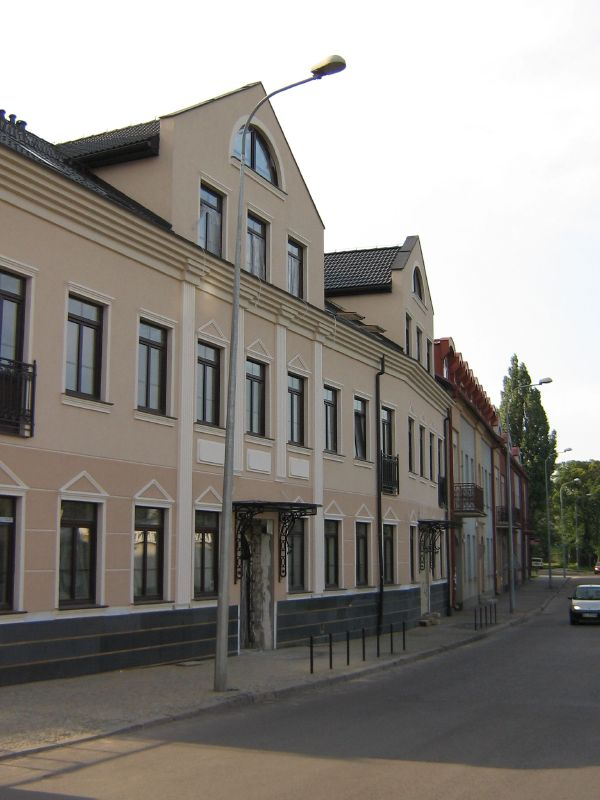
ul. Włókiennicza

- Uniwersytet Medyczny w Białymstoku (kampus w pobliżu Pałacu Branickich)
- Książnica Podlaska – ul. Kilińskiego 16
- Sobór św. Mikołaja – katedra prawosławna
- cerkiew św. Marii Magdaleny
- Cekhauz
- Bazylika św. Rocha
- Bazylika Mniejsza – katedra rzymskokatolicka
- Stołówka dla osób bezdomnych[2] – ul. Kościelna 2
- Stowarzyszenie Pomocy Rodzinie „Droga” – ul. Proletariacka 21
- Miejski Ośrodek Pomocy Rodzinie w Białymstoku – ul. Malmeda 8
- klasztor Sióstr Miłosierdzia św. Wincentego
- ratusz obecnie Muzeum Podlaskie
- zespół pałacowo – parkowy Branickich
- Teatr Dramatyczny im. Aleksandra Węgierki
- Białostocki Teatr Lalek
- pomnik Bohaterów Ziemi Białostockiej
- pomnik Józefa Piłsudskiego
- pomnik ks. J. Popiełuszki Pomnik ks. Jerzego Popiełuszki
- pomnik Ludwika Zamenhofa

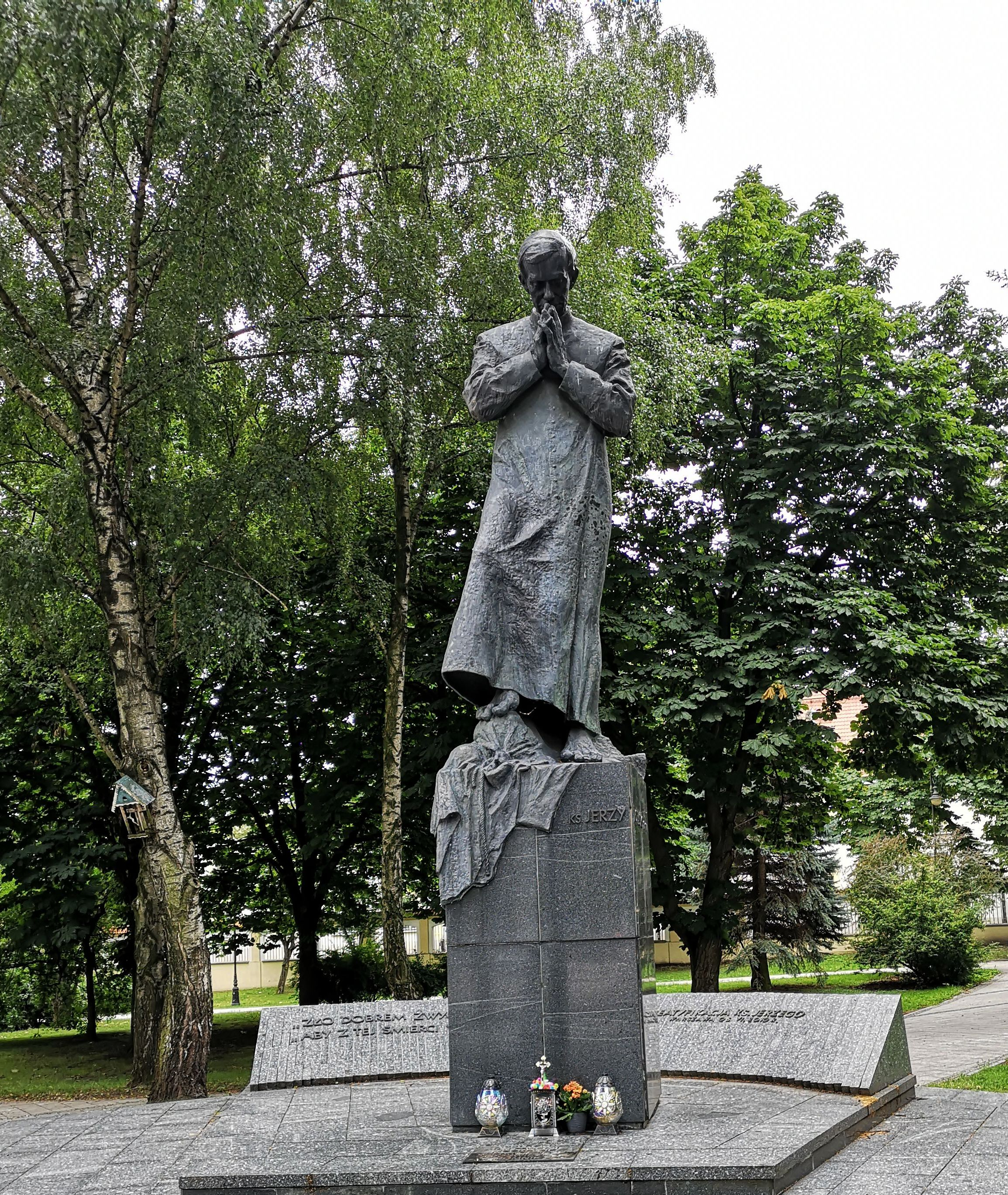
Pomnik ks. Jerzego Popiełuszki

- Loża masońska aktualnie Książnica Podlaska
- park im. Jadwigi Dziekońskiej
- park im. ks. J. Poniatowskiego
- park Centralny
- bulwar Józefa Bilcharskiego
- bulwary Mariana Zyndrama-Kościałkowskiego
- 1691 r. Piwnica u Jana – ul. Kilińskiego 1
- Hotel Aristo – ul. Kilińskiego 15
- Hotel Branicki – ul. Zamenhofa 25
- Hotel Cristal – ul. Lipowa 3/5
- Sala królestwa Świadków Jehowy – ul. Świętojańska 10[3]

## Galeria

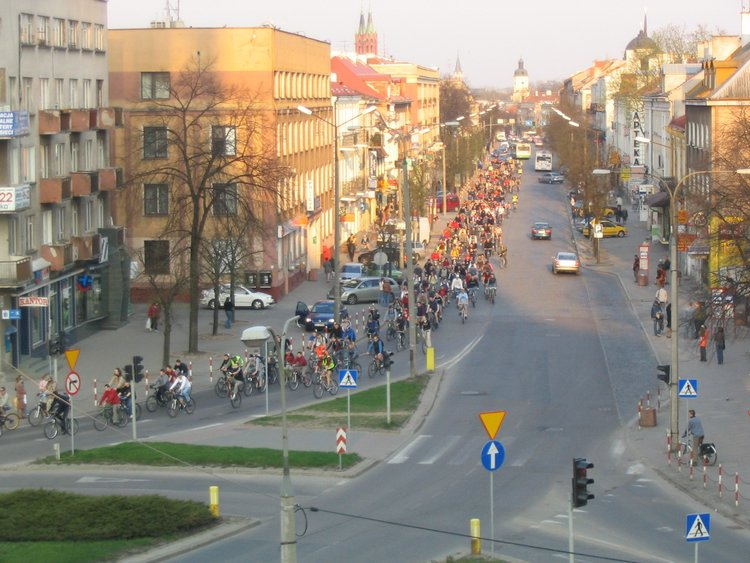
ul. Lipowa
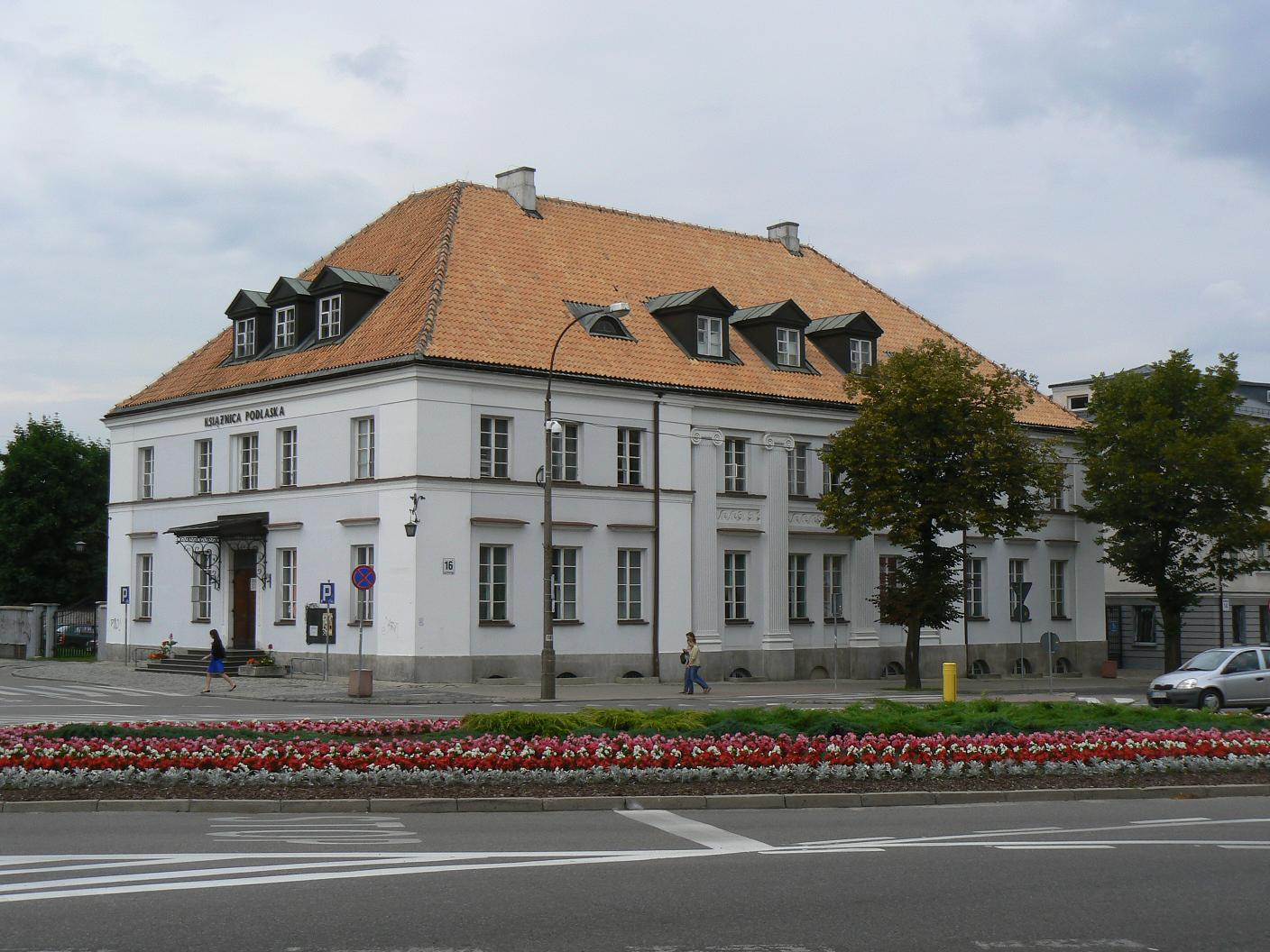
Loża masońska aktualnie Książnica Podlaska
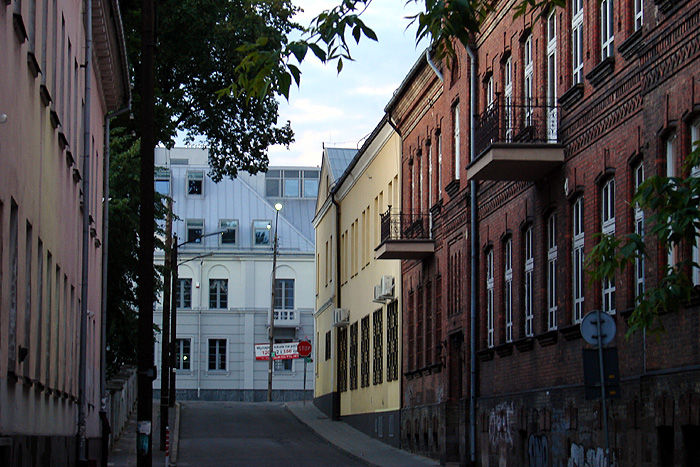
ul. Kościelna
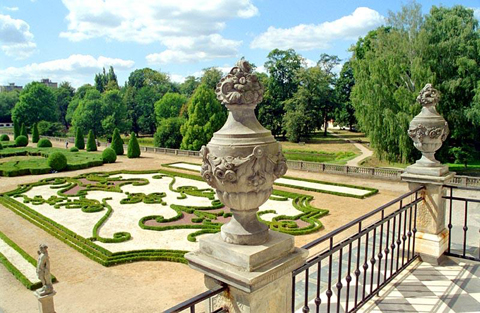
Park Branickich – ogród francuski
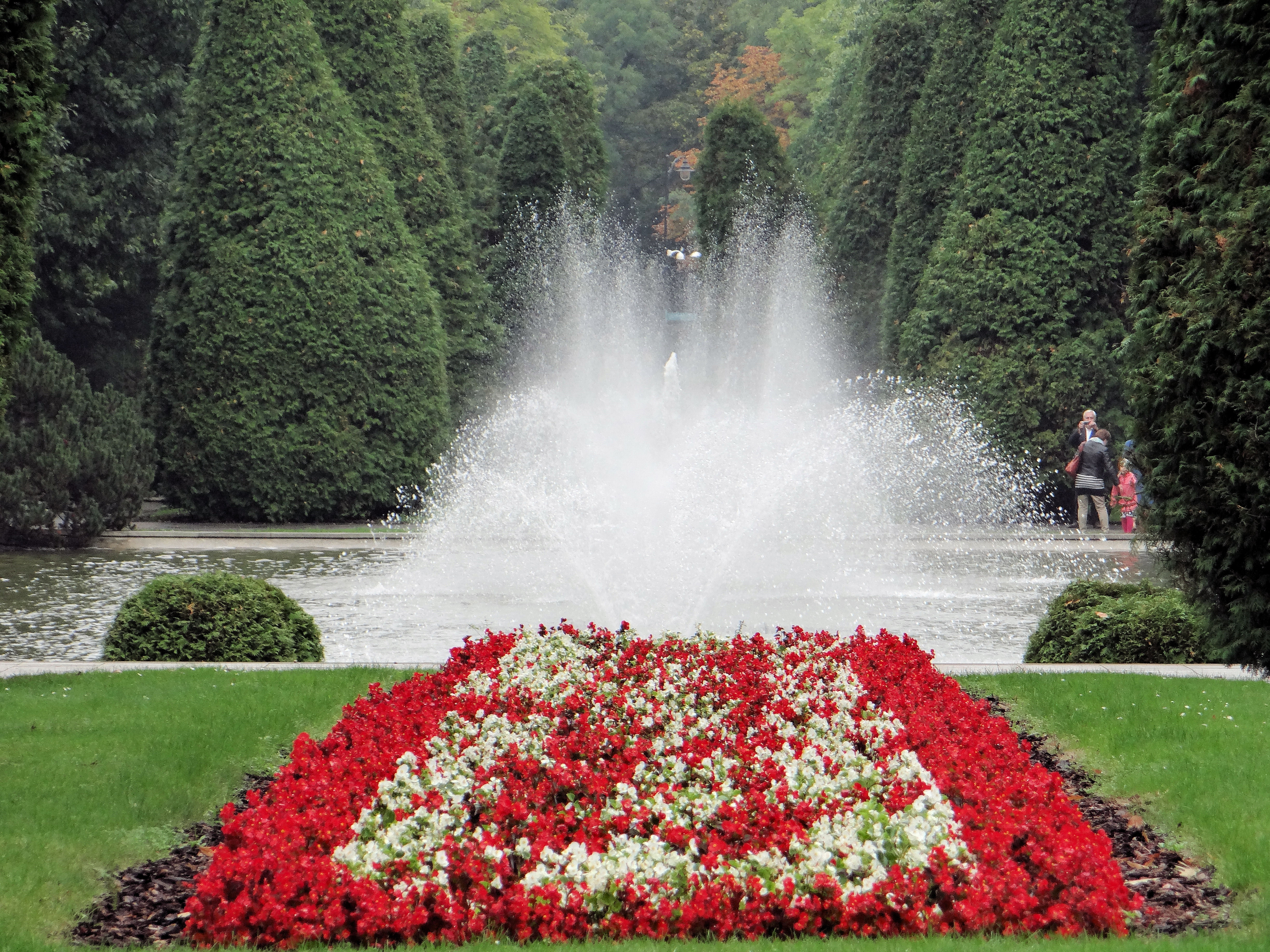
Park Planty
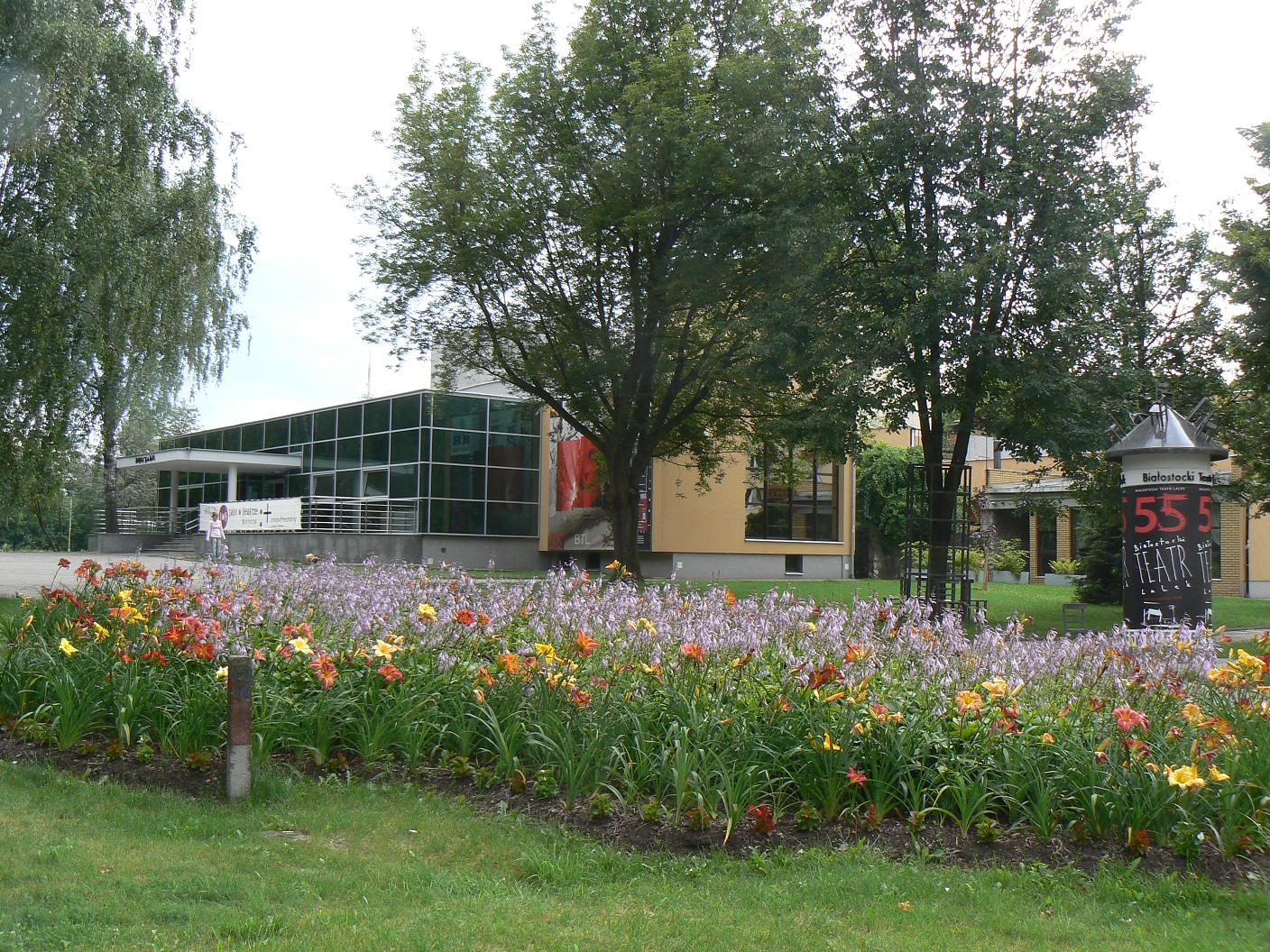
Widok Teatru Lalek od ul. Kalinowskiego
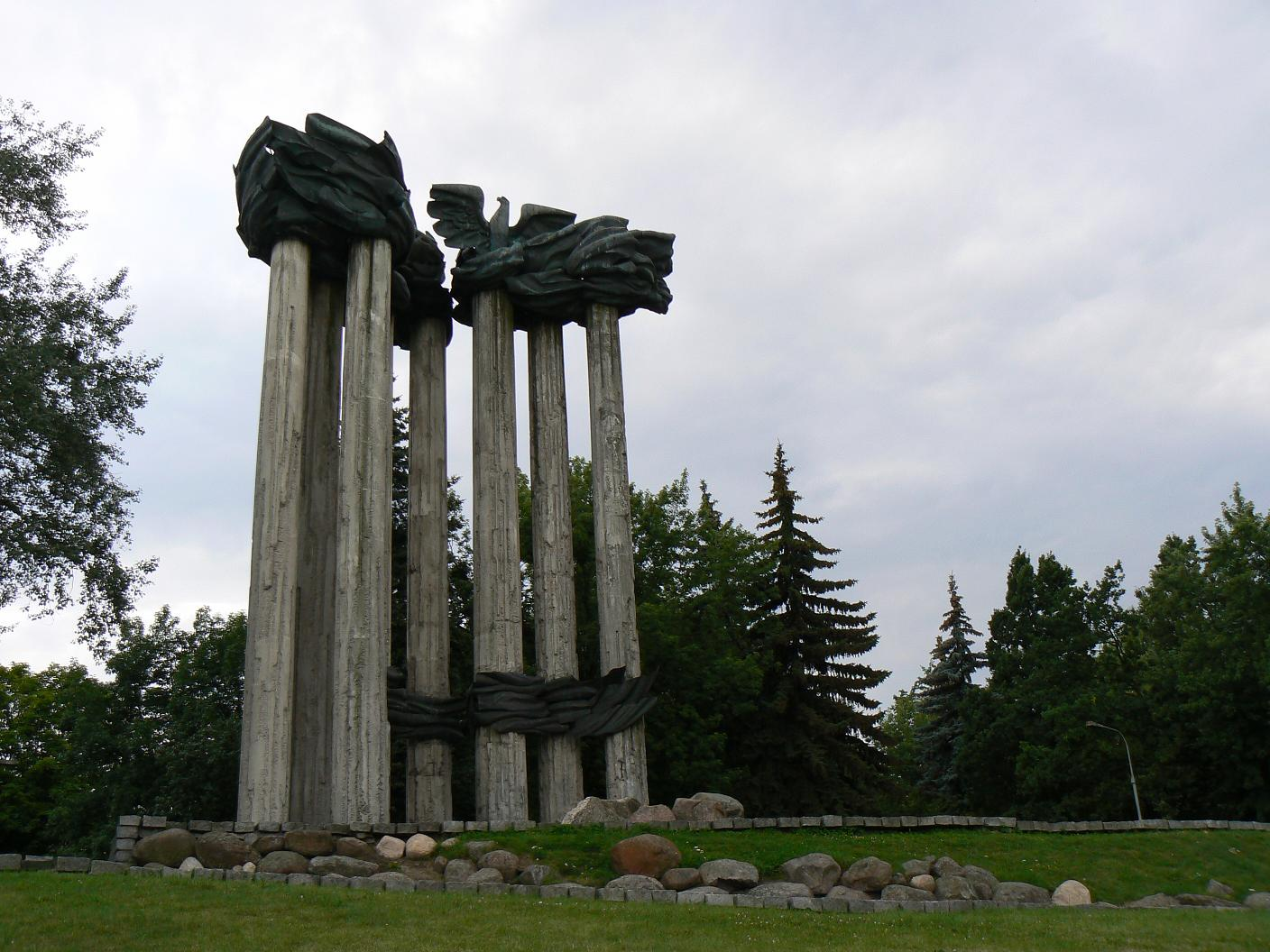
Pomnik Bohaterów Ziemi Białostockiej
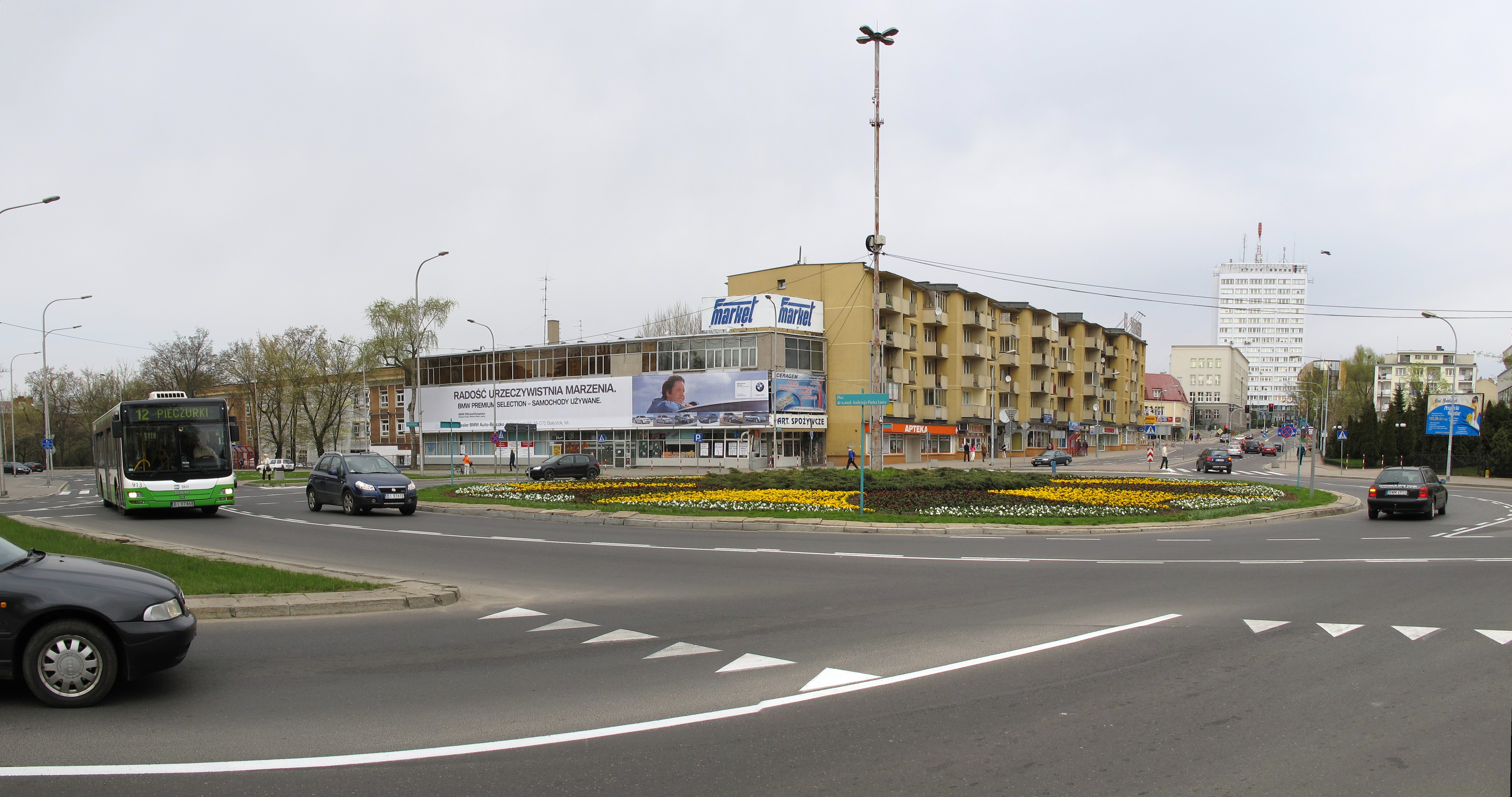
Plac Andrzeja Piotra Lussy; Urząd Miejski